# PTS-DOS
PTS-DOS — дискова операційна система, клон DOS, розроблений в Росії компанією Физтех-софт (PhysTechSoft). На базі PTS-DOS створена PTS-DOS 32, яка була сертифікована Міністерством Оборони РФ (під ім'ям DOS-Багет) і використовується ним для власних потреб. На замовлення НДІ Космічного Приладобудування була створена спеціальна версія PTS-DOS, яка використовується на супутниках Ураган.

## Системні вимоги
- Процесор Intel 80286 або більш потужний
- 512Кб пам'яті або більше